# Torre Espacio
La Torre Espacio è un grattacielo di Madrid, parte del complesso Cuatro Torres Business Area.
Alto 236 metri, dopo il completamento è diventato il più alto grattacielo della Spagna, superando il Gran Hotel Bali. In seguito è stato però superato dalla la vicina Torre de Cristal, alta 249.5 metri, che fa anch'essa parte del Cuatro Torres Business Area. Anche questa è stata superata dall'attuale edificio più alto della Spagna, la Torre Cepsa, alta 250 metri.